# Oreb
Der Oreb ist ein 256 m hoher Hügel in der Stadt Třebechovice pod Orebem in Tschechien. Er erhebt sich am rechten Ufer der Dědina über einer Flussbiegung.
Der früher als Weinberg genutzte Hügel wurde ab 1419 zum Versammlungsort der ostböhmischen Hussiten unter ihrem religiösen Führer Ambrož Hradecký. Der Hügel, der von den Hussiten nach dem biblischen Berg Horeb benannt wurde, gab ihnen auch den Namen Orebiten.
1528 ließ Zdeněk Trčka von Lípa auf dem Oreb ein Holzkirchlein errichten, das 1826 abgetragen wurde. Jan Theobald Held stiftete 1835 die neobarocke Kirche des Hl. Leibes.
Auf dem Berg Oreb wurden seit 1868 Volksversammlungen abgehalten. 1920 wurde der Name des geschichtsträchtigen Hügels in den Stadtnamen aufgenommen, der seitdem Třebechovice pod Orebem lautet.